# Burg Auray

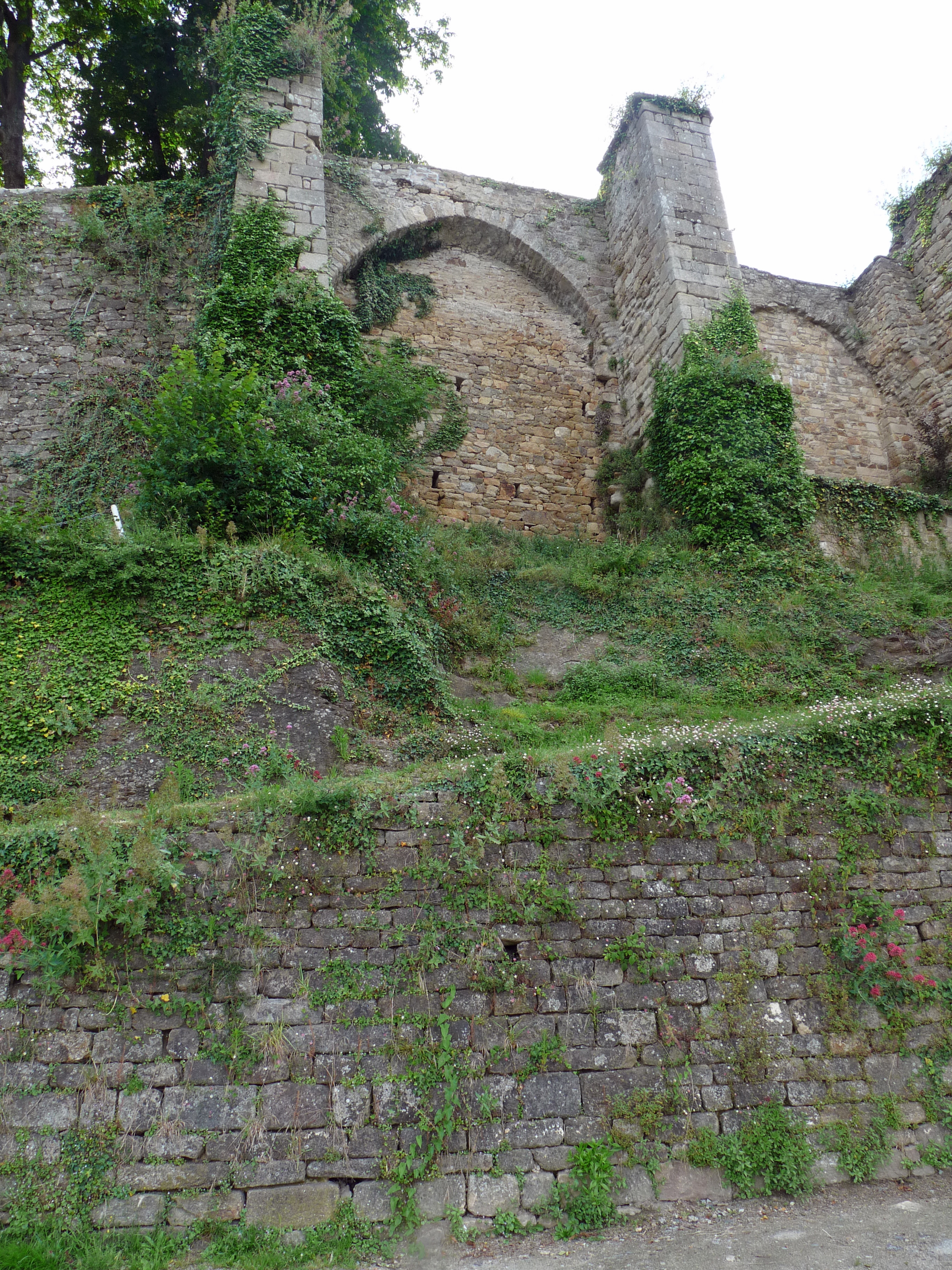
Rampes du Loc‘h (Reste der alten Burg)

Die Burg Auray ist eine abgegangene Burg, die sich in der Stadt Auray im Département Morbihan in der Bretagne befand.

## Geschichte
Die erste Burg von Auray, deren Existenz 1096 erwähnt wird, schützte eine Furt über den Loc'h und den Hafen von Saint-Goustan. 1201 wurde die Burg für Arthur I. von Bretagne († 1203) erneuert.
Während des Bretonischen Erbfolgekriegs (1341–1364) wurde die Burg nacheinander von der englischen und der französischen Partei eingenommen. Am 29. September 1364 belagerte Johann von Montfort die Burg im Rahmen der Schlacht von Auray und beendete die Ansprüche seines Rivalen Charles de Blois auf das Herzogtum der Bretagne, der dabei getötet wurde. Der Ort seines Todes, Kerblois en Brech, ist durch einen Kalvarienberg gekennzeichnet.
Die Burg war danach der Aufenthaltsort mehrerer bretonischen Herzöge. Franz I. heiratete hier am 30. Oktober 1422 Isabelle Stewart.
Danach wurde die Burg nicht mehr instand gehalten und verfiel. Ihre Gräben wurden nach 1546 versteigert, nachdem König Franz I. beschlossen hatte, alle brachliegenden Ländereien der Domaine de Bretagne abzugeben. König Heinrich II. verfügte den Abriss der Ruine, doch der Procureur du Roi setzte durch, dass die Mauer auf der Flussseite erhalten blieb, und sie existiert noch heute.
Die Steine der Burg wurden 1558 vom König den Geistlichen der Abtei Sainte-Croix de Quimperlé, die die Belle-Île besaß, für den Bau des Forts von Le Palais zum Schutz vor englischen Piraten geschenkt; das restliche Material wurde 1559 versteigert. Das Grundstück wurden 1560 verkauft. Am 6. September 1560 wurde eine „Rue Neuve“ auf dem nördlichen Burggraben angelegt. Einige Jahre später war die Straße vollständig von Häusern gesäumt und wurde „Rue du Château“ genannt. Neben einigen Fachwerkhäusern ist die Straße von stabileren Häusern gesäumt, die Kalkstein verwendeten, ein Material, das im 17. und 18. Jahrhundert in Mode war.
Als sich Nonnen (Franziskanerinnen oder Klarissen) in Auray niederlassen wollten, wurde ihnen der weiterhin unbebaute südliche Burggraben zugewiesen. Sie beschwerten sich jedoch beim Parlement de Bretagne, das einräumte, dass die Lage zu weit von der Stadt entfernt sei, und die Stadt Auray anwies, ihnen einen besseren Standort zuzuweisen. Die Stadt Auray gab ihnen 1635 den westlichen Wassergraben sowie den ehemaligen Standort des Schlosses, um dort ihren Garten anzulegen, und teilte ihnen eine Summe von 3000 Livres zu.
Heute sind am rechten Ufer des Loc'h noch einige Überreste des Schlosses zu sehen: ein runder Turm, die sogenannte „Tour de Talus“, und drei Strebepfeiler, die das Hauptgebäude des Schlosses trugen, sowie zwei Rampen, die zum Hafen Saint-Goustan hinunterführen.